# مسابقات فرمول یک فصل ۱۹۵۰

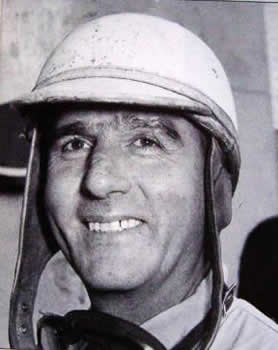
جوزپه فرینا

مسابقات فرمول یک فصل ۱۹۵۰ در سال ۱۹۵۰ میلادی برگزار شد.
که اولین دوره رسمی مسابقات قهرمانی جهان فرمول یک بود.
در این مسابقات جوزپه فرینا (به انگلیسی: Giuseppe Farina) از تیم آلفا رومئو و با خودروی آلفا رومئو به قهرمانی رسید وی که در آغاز مسابقه در خط ۲ قرار داشت، بهترین زمان خود را در دور ۳ به دست آورد و در مجموع صاحب ۳۰ امتیاز شد.